# Marc Maufroy
Marc Maufroy est un footballeur puis entraîneur français, né le 16 février 1970 à Saint-Quentin. Il évolue au poste d'attaquant de la fin des années 1980 au début des années 2000.
Formé au RC Lens, il joue ensuite principalement dans des clubs de division 2 notamment au Mans UC 72 et à l'ASOA Valence.
Devenu entraîneur, il dirige pendant sept ans l'équipe réserve du Tours FC.

## Biographie
Marc Maufroy commence le football en 1975 au sein de l'US Origny Thenelles où il évolue pendant neuf ans. En 1984, il rejoint le Gauchy GBF, où il est repéré par le RC Lens, dont il intègre le centre de formation l'année suivante. Il intègre l'équipe réserve en 1986. En octobre 1987, il fait partie de l'équipe de France juniors A1, aux côtés de Cyrille Magnier, Patrice Loko et Laurent Guyot. Il fait ses débuts en équipe première en 1988-1989. Le club est relégué de division 1 en fin de saison et, après deux saisons en Division 2, Marc Maufroy retrouve la division 1 en 1991. En deux saisons en Division 1, il dispute trente-deux rencontres de championnat mais, à la fin de la saison 1993, il n'est pas conservé par le RC Lens.
Marc Maufroy s'engage alors au Mans UC 72 qui évolue en division 2. Il dispute deux saisons avec le club manceau puis, signe en 1995 avec l'USL Dunkerque et l'année suivante, joue sous les couleurs de l'ES Troyes AC. En 1997, il signe à l'ASOA Valence où il dispute soixante-deux matchs de Division 2 pour dix buts marqués en deux saisons.
Après cinq mois sans club, il s'engage en décembre 1999 avec le FC Istres qui évolue en National. Après deux saisons avec le club istréen, il rejoint le SCO Angers durant une saison avant de signer en 2002 avec le Tours FC en CFA. Il remporte avec cette équipe le groupe D en fin de saison et retrouve le championnat National. Après une dernière saison à ce niveau en 2003-2004, il met fin à sa carrière de joueur.
Marc Maufroy prend en charge en 2003, parallèlement à son activité de joueur, l'équipe féminine du Tours FC. En juin 2005, il est chargé par les dirigeants de l'équipe réserve du club alors en division d'honneur de la ligue du Centre de football. Sous ses ordres, la réserve du club rejoint le CFA 2 en 2009. le club redescend en Division d'honneur en 2012 et son contrat n'est alors pas renouvelé. Il rejoint alors l'AC Portugal, club de promotion de ligue tourangeau, comme responsable de l’ensemble des équipes et, en fin de saison, le club monte en promotion d'honneur. Il quitte le club en octobre 2014 pour rejoindre le district du Loiret.

## Palmarès
Marc Maufroy compte à son actif cinquante-quatre matches en division 1 pour trois buts marqués et deux-cent-quarante-huit rencontres de division 2 pour quarante-sept buts marqués. Il est champion de CFA, groupe D, en 2003 avec le Tours FC.

## Statistiques
Le tableau ci-dessous résume les statistiques en match officiel de Marc Maufroy durant sa carrière de joueur professionnel,,.
| Saison                | Club                  | Championnat           | Championnat | Championnat | Coupe nationale | Coupe nationale | Coupe de la Ligue | Coupe de la Ligue | Barrages d'accession | Barrages d'accession | Total | Total |
| Saison                | Club                  | Division              | M.          | B.          | M.              | B.              | M.                | B.                | M.                   | B.                   | M.    | B.    |
| 1988-1989             | RC Lens               | Division 1            | 22          | 3           | 2               | 1               | -                 | -                 | -                    | -                    | 24    | 4     |
| 1989-1990             | RC Lens               | Division 2            | 25          | 3           | 1               | 0               | -                 | -                 | 5                    | 0                    | 31    | 3     |
| 1990-1991             | RC Lens               | Division 2            | 17          | 6           | -               | -               | -                 | -                 | -                    | -                    | 17    | 6     |
| 1991-1992             | RC Lens               | Division 1            | 12          | 0           | 2               | 1               | -                 | -                 | -                    | -                    | 14    | 1     |
| 1992-1993             | RC Lens               | Division 1            | 20          | 0           | 1               | 0               | -                 | -                 | -                    | -                    | 21    | 0     |
| 1993-1994             | Le Mans UC 72         | Division 2            | 38          | 3           | 2               | 2               | -                 | -                 | -                    | -                    | 40    | 5     |
| 1994-1995             | Le Mans UC 72         | Division 2            | 37          | 9           | 1               | 0               | 3                 | 0                 | -                    | -                    | 41    | 9     |
| 1995-1996             | USL Dunkerque         | Division 2            | 31          | 4           | 1               | 0               | 2                 | 0                 | -                    | -                    | 34    | 4     |
| 1996-1997             | ES Troyes AC          | Division 2            | 38          | 12          | 4               | 0               | 2                 | 1                 | -                    | -                    | 44    | 13    |
| 1997-1998             | ASOA Valence          | Division 2            | 38          | 7           | 1               | 0               | 1                 | 0                 | -                    | -                    | 40    | 7     |
| 1998-1999             | ASOA Valence          | Division 2            | 24          | 3           | -               | -               | 1                 | 0                 | -                    | -                    | 25    | 3     |
| 1999-2000             | FC Istres             | National              | 9           | 1           | -               | -               | -                 | -                 | -                    | -                    | 9     | 1     |
| 2000-2001             | FC Istres             | National              | 14          | 5           | -               | -               | -                 | -                 | -                    | -                    | 14    | 5     |
| 2001-2002             | Angers SCO            | National              | 34          | 12          | -               | -               | 1                 | 0                 | -                    | -                    | 35    | 12    |
| 2002-2003             | Tours FC              | CFA                   | 29          | 9           | 3               | 2               | -                 | -                 | -                    | -                    | 32    | 11    |
| 2003-2004             | Tours FC              | National              | 24          | 3           | 1               | 0               | -                 | -                 | -                    | -                    | 25    | 3     |
| Total sur la carrière | Total sur la carrière | Total sur la carrière | 412         | 80          | 19              | 6               | 10                | 1                 | 5                    | 0                    | 446   | 87    |